# Gare de Mukogawa
La gare de Mukogawa (武庫川駅, Mukogawa-eki) est une gare ferroviaire située à cheval sur les villes d'Amagasaki et de Nishinomiya, dans la préfecture de Hyōgo au Japon. La gare est gérée par la compagnie Hanshin.

## Situation ferroviaire
La gare de Mukogawa est située au point kilométrique (PK) 12,0 de la ligne principale Hanshin. Elle marque le début de la ligne Mukogawa.

## Histoire
La gare est inaugurée le 12 avril 1905.

## Service des voyageurs

### Accueil
La gare dispose d'un bâtiment voyageurs, avec guichet, ouvert tous les jours. Les quais de la ligne principale Hanshin sont situés sur un pont traversant le fleuve Muko.

### Desserte
- Ligne principale Hanshin :
  - voie 1 : direction Amagasaki, Osaka-Umeda, Osaka-Namba et Nara
  - voie 2 : direction Kōshien, Kobe-Sannomiya, Akashi et Himeji
- Ligne Hanshin Mukogawa :
  - direction Mukogawa-danchimae